# Casa Heribert Salas
La Casa Heribert Salas és un edifici situat a la Via Laietana i els carrers Comtal i de les Magdalenes de Barcelona, catalogat com a bé amb elements d'interès (Categoria C). Actualment hi ha la seu de l'editorial Gustavo Gili (GG).

## Història
A finals del 1923, Heribert Salas va presentar-ne el projecte, obra de l'arquitecte Juli Marial i Tey.

## Descripció
Edifici a tres vents de soterrani, planta baixa i sis pisos. La composició de les façanes es fa segons eixos verticals de balcons de barana de ferro individuals, llevat dels dels pisos segon, cinquè (aquests dos amb balustrades) i sisè, on són correguts. La cantonada de la Via Laietana amb el carrer Comtal es corona amb un cos circular amb cúpula.
El parament de façana és d'estuc llis, excepte la planta baixa, que és d'especejament horitzontal.